# Михальцы (Костромская область)
Михальцы — опустевшая деревня в Кадыйском районе Костромской области. Входит в состав Столпинского сельского поселения.

## География
Находится в юго-восточной части Костромской области на расстоянии приблизительно 42 км на юг-юго-запад по прямой от районного центра поселка Кадый на левом берегу залива реки Желвата в пределах акватории Горьковского водохранилища).

## История
Известна была с 1872 года как деревня с 16 дворами, в 1907 году отмечено здесь было 27 дворов.

## Население
Постоянное население составляло 111 человек (1872 год), 121 (1897), 149 (1907), 3 в 2002 году (русские 100 %), 0 в 2022.